# معاهدة آدمز-أونيس
معاهدة آدمز-أونيس هي معاهدة بين الولايات المتحدة وإسبانيا أُبرمت في عام 1819. حيث تنازلت إسبانيا ماتبقى من إقليم لويزيانا عند مصب المسيسيبي إلى الولايات المتحدة، إلى جانب بيع كامل فلوريدا.